# ملعب غران بارك سنترال
ملعب غران بارك سنترال المشهور باسم بارك سنترال هو الملعب الرسمي الذي يلعب فيه نادي ناسيونال والذي يقع في عاصمة الأوروغواي مونتيفيديو.
استضاف هذا الملعب بعض مباريات بطولة كأس العالم لكرة القدم 1930 وأولاها المباراة التي جمعت بين منتخب بلجيكا ومنتخب الولايات المتحدة والتي انتهت بفوز الأخير 3-0 في 13 يوليو ضمن المجموعة الرابعة. وذكر الاتحاد الدولي لكرة القدم في مناسبتين 1987 و2005 أن ملعب غران بارك سنترال يعتبر أول ملعب يستضيف مباريات البطولة خصوصا مع زوال ملعب بوكيتوس.
يتكون الملعب من 4 منصات رئيسية وهي : الشمالية (منصة ماريا ديلغادو)، الجنوبية (منصة تريبونا أتيليو غارسيا)، الغربية (منصة تالود عبدون بورتي)، والشرقية (منصة تالود هكتور سكاروني) وقد سميت هذه المنصات نسبة إلى لاعبي فريق ناسيونال المشاهير وهم غارسيا، بورتي، وسكاروني بالإضافة إلى رئيس النادي ديلغادو.

## كأس العالم 1930
استضاف الملعب 6 من مباريات بطولة كأس العالم لكرة القدم 1930 حسب التالي :
المجموعة الرابعة
| الولايات المتحدة             | 0:3 | بلجيكا |
| ---------------------------- | --- | ------ |
| مكغي 40' 43' · باتيناودي 89' |     |        |

المجموعة الثانية
| يوغوسلافيا             | 1:2 | البرازيل     |
| ---------------------- | --- | ------------ |
| ترينانيتش 21' · بك 30' |     | بيرغينيو 62' |

المجموعة الأولى
| فرنسا | 1:0 | الأرجنتين |
| ----- | --- | --------- |
|       |     | مونتي 81' |

المجموعة الأولى
| المكسيك | 3:0 | تشيلي                           |
| ------- | --- | ------------------------------- |
|         |     | فيدال 3' 65' · روساس بالخطأ 52' |

المجموعة الثانية
| يوغوسلافيا                                      | 0:4 | بوليفيا |
| ----------------------------------------------- | --- | ------- |
| بك 60' 67' · ماريانوفيتش 65' · فويادينوفيتش 86' |     |         |

المجموعة الرابعة
| الولايات المتحدة      | 0:3 | باراغواي |
| --------------------- | --- | -------- |
| باتيناودي 10' 18' 50' |     |          |

## وصلات خارجية
- الموقع الرسمي